# Корпускулярно-хвильовий дуалізм
Корпускуля́рно-хвильови́й дуалі́зм — запропонована Луї де Бройлем гіпотеза про те, що будь-яка елементарна частинка має хвильові властивості, а будь-яка хвиля має властивості, характерні для частинки.
Гіпотеза де Бройля з'явилася тоді, коли стало відомо, що електромагнітні хвилі випромінюються й поглинаються порціями — квантами (див. абсолютно чорне тіло, фотоефект). Тобто, хвилі демонструють властивості, які раніше приписувалися лише частинкам (корпускулам).
Де Бройль висловив гіпотезу, що справедливе обернене твердження: будь-яка елементарна частинка має також хвильові властивості. Він оцінив довжину хвилі частинки, виходячи з енергетичних міркувань. Якщо електромагнітна хвиля з частотою ν має енергію
{\displaystyle h\nu }, де h — стала Планка, то схожим чином можна визначити також частоту (а отже, й довжину хвилі) інших частинок, наприклад, електронів.
Енергія частинки згідно з положеннями теорії відносності залежить від її маси. Тоді для визначення довжини хвилі де Бройля λ
можна скористатися співвідношенням
{\displaystyle E=mc^{2}=h\nu ={\frac {hc}{\lambda }}}.
Гіпотеза де Бройля знайшла підтвердження, коли в 1925 р. Ервін Шредінгер використав її для запису хвильового рівняння.
Експериментальне відкриття в 1927 р. явища дифракції електронів остаточно підтвердило справедливість корпускулярно-хвильового дуалізму.

## Історія
Досліди по дифракції, інтерференції і поляризації світла, проведені в XIX столітті були яскравим підтвердженням хвильової природи світла. З іншого боку, у 1897 році були продемонстровані корпускулярні властивості частинок електрики. 
У 1900 році, Макс Планк показав, що для пояснення закону випромінювання абсолютно чорного тіла, потрібно прийняти, що світло може випромінюватись лише дискретно, таким чином, щоб кожен квант світла мав енергію {\displaystyle E=\hbar \omega } (де ω — частота світла), а в 1905 році Альберт Ейнштейн показав, що для високих частот, ентропія випромінювання відповідає ентропії газу, що складається з частинок з енергією, що відповідає припущенню Планка. Таким чином в науку увійшов опис світла як сукупності частинок, що мають енергію, що залежить від їх частоти, і рухаються зі швидкістю світла — фотонів. Окрім енергії фотони мають і імпульс, {\displaystyle p=\hbar (\omega /c)}. 
З використанням цієї моделі було отримане пояснення явище фотоефекту, за що Ейнштейн отримав Нобелівську премію у 1921 році, а у 1922 сильним її підтвердженням стало відкриття комптонівського розсіювання.
Встановлення загального характеру корпускулярно-хвильового дуалізму відбулося багато в чому завдяки дослідженню структури атому. Після відкриття Резерфордом атомного ядра, однією зі значних проблем нової моделі стало те, що, обертаючись навколо ядра, електрони мали б випромінювати, втрачаючи таким чином енергію, і швидко падаючи на ядро. У 1913 році Нільс Бор, використовуючи теорію Планка, показав, що електрони можуть займати лише деякі, дискретні орбіти в атомі, на яких вони не випромінюють. 
У 1924 році Луї де Бройль висунув припущення, що кожній частинці відповідає хвиля з довжиною {\displaystyle \omega =\hbar /E}. Де Бройль відмітив лоренц-інваріантність виразу, що пов’язує чотиривимірний вектор енергії-імпульсу частинки і її чотиривимірним хвильовим вектором. Через 3 роки ця гіпотеза підтвердилася — у 1927 році Клінтон Девіссон і Лестер Джермер спостерігали дифракцію електронів на кристалі нікелю. Луї де Бройль отримав Нобелівську премію з фізики у 1929 з формулюванням: «за відкриття хвильової природи електронів», а Девіссон — у 1937, за експериментальне відкриття дифракції електронів на кристалах.
У 1926 році Ервін Шредінгер вивів своє відоме рівняння, основним об’єктом якого була хвильова функція. Ця функція відповідала хвильовим властивостям частинок, проте її природа не була зрозумілою. Було показано, що ці хвилі не пов’язані з розподілом матерії у простору — у будь-яких експериментах частинки фіксувалися в одній точці.
У 1927 році, Вернер Гейзенберг сформулював принцип невизначеності, на основі якого Нільс Бор сформулював принцип доповнюваності, згідно з яким, у будь-якій парі канонічно спряжених величин, (таких як координата і імпульс), певне значення може бути виміряне лише для однієї з них. У цих парах одна з величин відповідає за корпускулярні властивості частинки, а інша — за хвильові. 
У той же час Бор і Гейзенберг, спираючись на ідеї Макса Борна створили Копенгагенську інтерпретацію квантової механіки, згідно якої хвильова функція була пов’язана з ймовірністю знаходження частинки в тій чи іншій точці — ця ймовірність була пропорційна квадрату цієї функції.
У 1929 році Штерн і Естерман показали, що дифракція має місце для атомів водню, а у 1936 році Мітчел і Пауерс продемонстрували дифракцію нейтронів.
У 1949 році дослід Бібермана, Сушкіна і Фабриканта показав, що хвильові властивості зберігаються навіть у випадку, якщо електрони летять поодинці (час між прольотами окремих електронів в його досліді перевищував час  прольоту в 104 разів), а не у пучку. Це означало, що хвильова природа властива кожному окремому електрону, а не їх сукупності.
В експериментах 2011 та 2013 років[⇨] було підтверджено хвильову природу, делокалізацію та квантову суперпозицію молекул із 810 атомами, масами, що перевищують 10 000 а.е.м. та понад 1000 внутрішніми ступенями свободи.

## Корпускулярно-хвильовий дуалізм у різних інтерпретаціях

### Інтерпретація Бома
Історично перша інтерпретація квантової механіки була запропонована самим Луї де Бройлем під назвою "теорія хвилі-пілота". Вона постулює існування фактичної конфігурації, що не є спостережуваною, еволюція якої визначається хвильовою функцією. Таким чином, ця теорія є детерміністичною і нелокальною. Після появи Копенгагенської інтерпретації, де Бройль прийняв її, і відмовився від своєї, проте у 1952 році Девід Бом знов повернув інтерес до неї. Однією з головних проблем цієї інтерпретації є неузгодження її з теоремою Белла.

### Копенгагенська інтерпретація
Найбільш поширена інтерпретація квантової механіки. Розглядає хвильову функцію як "хвилі ймовірності" знаходження частинки у деякій точці. При цьому, процес вимірювання спричиняє колапс хвильової функції — різку її зміну, що зводить суперпозицію різних станів до одного стану. 

### Багатосвітова інтерпретація
Постулює, що при кожному вимірюванні стану квантового об’єкту, спостерігач і сам об’єкт розщеплюються на кілька (можливо, нескінченну кількість) версій, кожна з яких відповідає різним результатам спостереження. У 2014 році Говард Вайзман показав, що деякі ефекти квантової механіки можна пояснити взаємодією частинок з різних "паралельних всесвітів". При цьому така модель взагалі не потребує хвильових властивостей частинок.

## Експериментальне спостереження на макрорівні
Явище корпускулярно-хвильового дуалізму може бути спостережене на макро-рівні з допомогою крапель, які не змочуються водою, ємності з водою і генератора коливань. Краплі, які не змочуються водою, формують на поверхні води статичне напруження, яке своєю формою нагадує хвилю. При проходженні цієї статичної хвилі через решітку, вона інтерферує сама з собою і впливає на напрям руху частки, таким чином краплина (частка) проявляє властивості хвилі.
У дослідженні 2011 року, опублікованому в Nature Communications, дослідники продемонстрували висококонтрастні квантові експерименти з великими виготовленими на замовлення органічними молекулами в інтерферометрі ближнього поля. Ці експерименти підтвердили хвильову природу та делокалізацію сполук, що складаються з до 430 атомів, з розмірами до 60 Å, масами до 6910 AMU та довжинами хвиль де Бройля до 1 пм. Результати показують, що навіть складні системи з понад 1000 внутрішніми ступенями свободи можна підготувати в квантових станах, які належним чином ізольовані від середовища, уникаючи декогеренції та демонструючи майже ідеальну когерентність. Це дослідження надає переконливі докази корпускулярно-хвильового дуалізму на макроскопічному рівні, ще більше обґрунтовуючи фундаментальні принципи квантової механіки.
Також, в 2013 році, і групою тих же вчених, було опубліковане в Physical Chemistry Chemical Physics ще одне схоже дослідження. Дослідники використовували синтетичну хімію для створення бібліотек фтористих порфіринів, які є сполуками великої маси з хорошою термічною стабільністю та низькою поляризацією. Ці сполуки використовувалися в інтерферометрі з трьома ґратками для формування повільних теплових пучків, які були виявлені за допомогою електронно-іонізаційної мас-спектрометрії. Експерименти успішно продемонстрували квантову суперпозицію з молекулярними видами з цих бібліотек у квантовому інтерферометрі, спостерігаючи висококонтрастні квантові смуги для молекул з масою понад 10 000 а.е.м., які складаються з 810 атомів. Ці висновки є додатковими доказами збереження квантової суперпозиції навіть у великих і складних системах і сприяють нашому розумінню частинково-хвильової подвійності на макроскопічному рівні.